# مارتین سیمندر
مارتین سیمندر (انگلیسی: Martin Cimander؛ زادهٔ ۳ اکتبر ۱۹۸۱) بازیکن فوتبال اهل آلمان است.
وی همچنین در تیم ملی فوتبال Sonnenhof Großaspach (assistant) بازی کرده‌است.